# Bjelolasica
Bjelolasica je najvišja planina gorskega masiva Velika Kapela.

## Geografija
Leži jugovzhodno od Begovega Razdolja in severozahodno od Jasenaka. Dolga je 7 km, poteka v smeri severozahod–jugovzhod. Njen najvišji vrh je 1534 mnm visoka Kula, ki je tudi najvišji vrh Gorskega kotarja. Grajena je iz mezozojskih apnencev in dolomitov ter močno porasla z gozdom (bukev, beli javor). Tu živi visoka divjad (medved, jelen in drugi). V sklopu Bjelolasice so tudi Bele in Samarske stene s skupno površino 1175,35 ha, ki so bile leta 1985 razglašene za Strogi naravni rezervat.

## Turizem
Na Bjelolasici je razvit planinski turizem, tam je tudi Hrvatski olimpijski centar Bjelolasica, kjer se smučarska reprezentanca Hrvaške pripravlja za tekmovanja.